# Lucretia Garfield
Lucretia Rudolph Garfield (19 april 1832 – 13 maart 1918) was de vrouw van de Amerikaanse president James A. Garfield en first lady in 1881.
Ze was de dochter van Zeb Rudolph. Ze kende Jim Garfield al van op school maar verloor hem dan uit het oog tot 1851 toen ze samen verder studeerden. Het duurde tot 1853 vooraleer er een vonkje oversprong en ze trouwden uiteindelijk op 11 november 1858. Tijdens de Burgeroorlog werd het koppel even uit elkaar gerukt; pas in 1863 kregen ze hun eerste kind, een dochter die dood geboren werd. James ging de politiek in en ze hadden een huis in Ohio en Washington D.C.. In 1876 overleed hun twee jaar oude zoontje, vijf andere kinderen groeiden wel gezond op.
In 1881 werd haar man verkozen tot president en werd Lucretia first lady, al interesseerde die taak haar niet zoveel. In mei van dat jaar kreeg ze malaria en herstelde ze in een badplaats in New Jersey. Op 2 juli werd haar man door Charles J. Guiteau neergeschoten op een station in Washington. De president was van plan de trein te nemen naar zijn vrouw. De first lady nam onmiddellijk de trein naar Washington toen ze het nieuws vernam. De trein reed zo snel dat een motor het begaf en hij bijna ontspoorde. Lucretia werd van haar stoel gegooid maar raakte niet gewond. Zodra ze in Washington was, ging ze meteen naar het ziekbed van haar man. Tijdens de volgende drie maanden dat haar man voor zijn leven vocht bleef ze trouw en toegewijd aan zijn zijde, waardoor ze het respect van de bevolking won. Eén kogel werd niet gevonden en de president kreeg een infectie waaraan hij in september uiteindelijk overleed. Na zijn dood keerde de familie terug naar de boerderij in Ohio.
Lucretia overleed 36 jaar later op 85-jarige leeftijd.
Martha Washington ·
Abigail Adams ·
Martha Jefferson Randolph ·
Dolley Madison ·
Elizabeth Kortright Monroe ·
Louisa Adams ·
Emily Donelson ·
Sarah Yorke Jackson ·
Angelica Van Buren ·
Anna Harrison ·
Letitia Tyler ·
Priscilla Tyler ·
Julia Tyler ·
Sarah Polk ·
Margaret Taylor ·
Abigail Fillmore ·
Jane Pierce ·
Harriet Lane ·
Mary Lincoln ·
Eliza Johnson ·
Julia Grant ·
Lucy Hayes ·
Lucretia Garfield ·
Mary McElroy ·
Rose Cleveland ·
Frances Cleveland ·
Caroline Harrison ·
Mary Harrison McKee ·
Ida McKinley ·
Edith Roosevelt ·
Helen Taft ·
Ellen Wilson ·
Edith Wilson ·
Florence Harding ·
Grace Coolidge ·
Lou Hoover ·
Eleanor Roosevelt ·
Bess Truman ·
Mamie Eisenhower ·
Jacqueline Kennedy ·
Lady Bird Johnson ·
Pat Nixon ·
Betty Ford ·
Rosalynn Carter ·
Nancy Reagan ·
Barbara Bush ·
Hillary Clinton ·
Laura Bush ·
Michelle Obama ·
Melania Trump ·
Jill Biden ·
Melania Trump
- Gemeinsame Normdatei: 119280523
- International Standard Name Identifier: 0000 0000 2977 7463
- Library of Congress Control Number: n91107274
- Nationale Bibliotheek van Israël: 987007399894405171
- SNAC: w6xb31sh
- Virtual International Authority File: 70576632
- WorldCat: E39PBJcwxQXvkfPdj7Pch6JMT3